# Галиана
Галиана или Рахманли (на гръцки: Γαλλιάνα, до 1927 година Ραχμανλή, Рахманли) е бивше село в Гърция в дем Кожани, област Западна Македония.

## География
Селото е било разположено на 9 km североизточно от Кожани и на 1 km югозападно от Птелеа (Сармусалар).

## История

### В Османската империя
В 1889 година Стефан Веркович („Топографическо-этнографическій очеркъ Македоніи“) пише за Рахманли:
| „ | ...лежи мохамеданското село Рахманли, с 42 къщи и 112 нуфузи, плащащи 4300 пиастри данък. Жителите се занимават със земеделие и скотовъдство, а жените с тъчене на памучни материи. Земята на това село е плодородна, но слабо оросена. | “ |

Според статистиката на Васил Кънчов („Македония. Етнография и статистика“) през 1900 година в Рахманли, Кожанска каза, има 100 турци.
На Етнографската карта на Битолския вилает на Картографския институт в София от 1901 година Рахманли е чисто турско село в Кожанската каза на Серфидженския санджак с 16 къщи.
Според статистика на Серфидженския санджак на гръцкото консулство в Еласона от 1904 година в Рахманли (Ραχμανλή), Кожанска каза, живеят 90 турци.

### В Гърция
През Балканската война в селото влизат гръцки части и след Междусъюзническата в 1913 година остава в Гърция. През 20-те години турското му население се изселва и на негово място са заселени гърци бежанци. В 1928 година селото е чисто бежанско и има 27 бежански семейства със 102 души. В 1927 година селото е прекръстено на Галиана.
Населението традиционно произвежда жито, тютюн и други земеделски продукти.
На 14 март 1971 година е закрито и присъединено към Птелеа.
| Година    | 1913 | 1920 | 1928 | 1940 | 1951 | 1961 | 1971 | 1981 | 1991 | 2001 | 2011 | 2021 |
| --------- | ---- | ---- | ---- | ---- | ---- | ---- | ---- | ---- | ---- | ---- | ---- | ---- |
| Население | 108  | 127  | 102  | 144  | 99   | 83   |      |      |      |      |      |      |